# Accord de Sunningdale

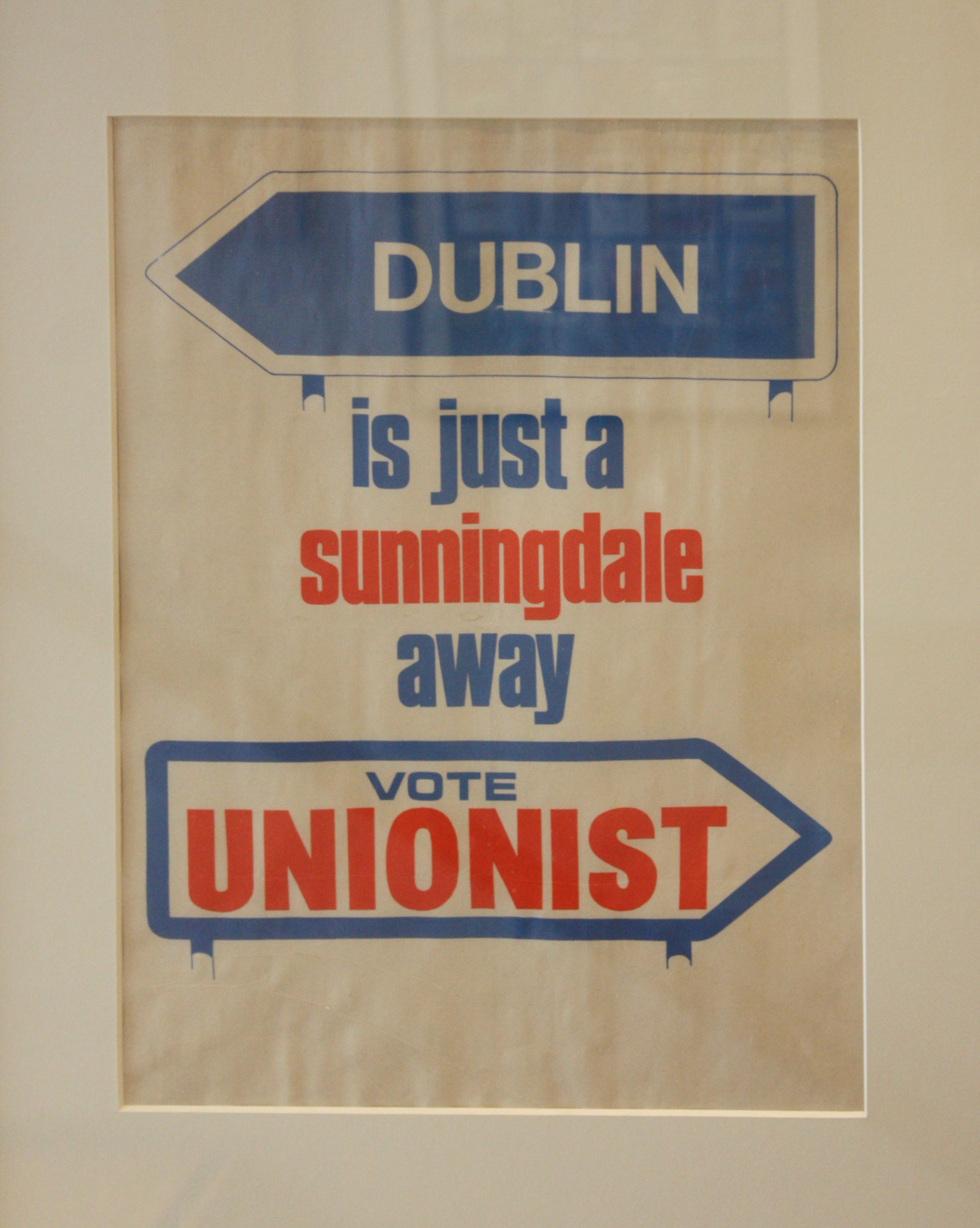
Une affiche unioniste de 1974

L'accord de Sunningdale (en anglais « Sunningdale Agreement ») est une tentative de finir la période dite « The Troubles » en Irlande du Nord en forçant les unionistes à partager le pouvoir avec les nationalistes. L'accord est subdivisé en trois parties : une Assemblée nord-irlandaise élue, un Northern Ireland Executive à pouvoir partagé entre les deux groupes, et le Conseil d'Irlande, de part et d'autre de la frontière entre l'Irlande du Nord et la République irlandaise. L'accord est signé au Civil Service College (aujourd'hui le National School of Government) au parc de Sunningdale (Berkshire, Angleterre), le 9 décembre 1973. L'opposition unioniste, la violence de l'Armée républicaine irlandaise provisoire, et finalement les grèves des loyalistes firent échouer l'accord en mai 1974.

## Sources
- (en) 1973: Sunningdale Agreement signed ; On This Day ; BBC News
- (en) Texte complet de l'accord
- (en) Chronologie
- (en) Textes des documents britanniques ayant mené à l'accord
- (en) Les grèves loyalistes

- (en) Cet article est partiellement ou en totalité issu de l’article de Wikipédia en anglais intitulé « Sunningdale Agreement » (voir la liste des auteurs).